# Glappa di Bernicia
Glappa Bernicia Cyning (fl. VI secolo) fu probabilmente re di Bernicia (Inghilterra settentrionale) negli anni 559-560, succedendo al re Ida.
La sua esistenza è riportata nei "Moore Memoranda" secondo cui avrebbe regnato per un solo anno.
La Historia Brittonum di Nennio non lo cita tuttavia tra i figli del re Ida, per cui si ritiene che dovesse appartenere ad un altro ramo della famiglia. La breve durata del suo regno ha inoltre fatto ipotizzare che si trattasse di un usurpatore della linea di successione legittima e che sia stato rapidamente sconfitto e ucciso. Gli succedette infatti nel 560 Adda, figlio del precedente re Ida. 